# شيروود هو
شيروود هو (بالإنجليزية: Sherwood Hu)‏ هو كاتب سيناريو وبروفيسور ومخرج صيني وأمريكي، ولد في 1961 في شانغهاي في الصين.

## وصلات خارجية
- شيروود هو على موقع IMDb (الإنجليزية)
- شيروود هو على موقع أول موفي (الإنجليزية)
- شيروود هو على موقع قاعدة بيانات الفيلم (الإنجليزية)
- شيروود هو على موقع كينوبويسك (الروسية)